# 醫療劇
醫療劇（英語：Medical Drama）是劇情在醫療環境中發展的电影或電視劇的一種种类。
目前的醫療劇不僅描繪於救護人員、醫院或任何醫學場景中，還描繪了人物之間私生活的各個方面（例如典型的醫療劇有兩個醫生墜入愛河的情景）。傳播理論家馬素·麥克魯漢在其1964年關於媒體性質的研究中預言醫學劇將取得巨大成功。
現今世界最長壽的醫療劇是1986年首播的英國電視劇《急診室》。